# Подішор (Румунія)
Подішор (рум. Podișor) — село у повіті Джурджу в Румунії. Входить до складу комуни Букшань.
Село розташоване на відстані 30 км на захід від Бухареста, 57 км на північ від Джурджу, 141 км на південь від Брашова.

## Населення
За даними перепису населення 2002 року у селі проживали 612 осіб, з них 610 осіб (99,7%) румунів. Рідною мовою 610 осіб (99,7%) назвали румунську.